# I-revo
i-revo（アイレボ）は、日本の情報通信企業・株式会社インターネットレボリューションが運営していたインターネット上のポータルサイトである。

## 略史
2006年2月1日にコナミとインターネットイニシアティブの合弁会社として株式会社インターネットレボリューションを設立。
2006年2月27日に音楽・映像配信サービスを先行オープンし、同年3月14日に正式サービスを開始した。
2007年7月3日に、携帯電話（フィーチャーフォン）向けゲーム・アバター・デコレーションメールの無料サイト「モバレボ」をオープンしたが、2012年12月19日をもってモバレボの全サービスを終了した。
また、2012年3月からはカルチュア・コンビニエンス・クラブ子会社のTSUTAYA.comとの提携によりスマートフォン向けSNSゲームサイト「TSUTAYA.com kiwi」を運営、2014年1月30日以降は「kiwi」と改名して運営していたが、2015年3月31日をもってサービスを終了
。サービス終了に先立ち、2014年11月28日に現行のkiwiアカウントを親会社であるコナミデジタルエンタテインメントのアカウントサービスである「KONAMI ID」に統合・移行した。アカウント統合後は、旧kiwiアカウントのID（メールアドレス）とパスワードで、eAMUSEMENTやコナミスタイルなどコナミデジタルエンタテインメントが提供するオンラインサービスも利用できる。
2022年10月1日に、インターネットイニシアティブへ法人向けインターネットプロバイダ事業とクラウド再販事業を吸収分割し、コナミデジタルエンタテインメントに吸収合併された。。

## 概要
サービスコンセプトは「きずな、安心、やさしさ、感動」。
運営主体となるコナミとインターネットイニシアティブ(IIJ)のそれぞれの得意分野を生かし、幅広い年齢層・ユーザー層に受け入れられるポータルサイトを目指している。
ロゴマークはコナミグループの企業イメージカラーである赤（コナミレッド）に彩られ、「i」の字には「人と人とが抱き合う姿」を重ね合わせている。
D4エンタープライズがコナミの「i-revo」に立ち上げにかかわることになり、コナミにMSX用作品をプロジェクトEGGで配信したいと相談したところ、コナミも「i-revo」で往年の作品の配信を企画していたことが判明したため、PCエンジン他4機種の作品の提供をD4エンタープライズが担うこととなった。のちに、これがD4エンタープライズがバーチャルコンソールにかかわるきっかけとなった。

## 終了したサービス

### i-revoアクセス
インターネット接続サービス。
NTT東日本・西日本のフレッツを利用したブロードバンドインターネット接続コースが用意されている。
2022年2月24日に、2022年5月31日をもってサービスが終了することが発表された。

### i-revoマイポータル
ブログ、ソーシャル・ネットワーキング・サービス、メールなどの機能を融合させたオンラインコミュニケーションツール。投稿先を切り替えるだけで、同じ記事を自分のブログに投稿したり、メールとして他人に送信したり、共通の趣味を持つコミュニティに公開したりできる。またポータルサイトとしてニュース・天気予報・経済情報なども提供されていた。
コナミグループ企業ということもあり、コナミのゲームタイトルやシリーズの公式・準公式コミュニティや、コナミ所属クリエイターの公式ブログなども公開されている。コナミが公式に開設したブログについては、URL上のユーザーIDがその人物に関連したものになっており、一般ユーザーについてはランダムな文字列となっている。
2017年3月31日にサービスが終了した。

### i-revoゲーム
これまでに家庭用ゲーム機やパソコン向けに発売されたゲームソフトをオンラインでレンタルもしくは購入し、同時に提供される専用エミュレータ上でプレイすることが出来る。2006年3月にサービス開始され、2011年3月31日に終了した。
ファミリーコンピュータ・スーパーファミコン・PCエンジン・MSXのソフトウェアが配信されていた。料金は30日間の定額料金制で、3タイトル選択（315円）・5タイトル選択（525円）・全タイトル（1050円）の3通りのプランを選択できた。また、1タイトル単位で個別に買い取る（ソフトごとに価格は異なる）ことも可能だった。
対応していたソフトについてはCategory:I-revoゲーム対応ソフトを参照。

#### ソフト供給元
- アトラス
- 工画堂スタジオ
- コナミデジタルエンタテインメント（旧コナミ作品）
- G-mode（旧データイースト作品）
- コンパイル（D4E）
- タイトー
- 日本テレネット
- ネットファーム・コミュニケーションズ（旧デービーソフト作品）
- ハドソン
- ボーステック
- マイクロキャビン
- ワークジャム

### i-revoミュージック&ムービー
正式なサービス名称は「i-revoミュージック&ムービーICE」。2008年5月22日にサービスが終了した。
日本国内で販売されている音楽CDやDVD映像ソフトをオンライン購入することができた。また、音楽・映像ソフトのオンライン配信も行われていた。音楽・映像コンテンツのオンライン販売の運営は同じくコナミグループのハドソンが行っていた。
- ふにゃ日和
- Showgate RADIO

### i-revoブックス
自分の作品を簡単に電子書籍化して発行できるサービス。無料配信のほか、2007年2月以降は有料販売も可能になった。2009年7月30日にサービスが終了した。

### i-revoケンコウ
同じコナミグループであるコナミスポーツクラブの協力により、健康・スポーツに関する情報の掲載や、商品の販売などを行っていた。現在はi-revo内でのサービスは終了し、コナミスポーツクラブオンラインとして運営されている。